# Кегар Сінґг Ґілл
Кегар Сінґг Ґілл () — індійський хокеїст на траві.
Олімпійський чемпіон 1928 року.